# سیلویا سولار
سیلویا سولار (انگلیسی: Silvia Solar؛ ‏ ۲۰ مارس ۱۹۳۶ – ۹ مهٔ ۲۰۱۱) بازیگر اهل فرانسه بود که بیشتر در سینمای اسپانیا فعالیت داشت.
از فیلم‌ها یا برنامه‌های تلویزیونی که وی در آن نقش داشته‌است، می‌توان به خون‌آشام‌های ۱۹۳۰، تخم چشم، خوفناکی آدم‌خوار و مادام اشاره کرد.